# 1910 au Québec
Cet article traite des événements survenus en 1910 au Québec. 

## Événements

### Janvier
- Janvier : le député libéral Godfroy Langlois fonde Le Pays, un journal hebdomadaire radical[1].
- 5 janvier : les Canadiens de Montréal disputent leur première partie en battant 7-6 les Silver Kings de Cobalt[2]
- 10 janvier : Henri Bourassa fonde le quotidien nationaliste Le Devoir[3]
- 11 janvier : le ministre William Alexander Weir devient juge. Son poste à l'Assemblée législative devient vacant[4].
- 12 janvier : à Ottawa, le premier ministre canadien Wilfrid Laurier dépose une loi sur la marine prévoyant la construction de 11 navires de guerre dont le coût est évalué entre 11 et 15 000 000 $. Ces navires doivent servir au Royaume-Uni en cas de guerre contre l'Allemagne[5].
- 17 janvier : Peter Samuel George Mackenzie devient le nouveau trésorier de la province[4].
- 27 janvier : Mackenzie remporte l'élection partielle de Richmond[6]

### Février
- 1er février : James John Guerin est élu maire de Montréal[7]
- 17 février : le libéral Joseph-Léonide Perron remporte l'élection partielle de Gaspé[8]
- 21 février : l'homme d'affaires Jacob Nicol fonde La Tribune de Sherbrooke[9]

### Mars
- 1er mars : Olivier-Napoléon Drouin devient le nouveau maire de Québec. Lors de l'élection municipale, il a obtenu 1 328 votes de plus que son adversaire Philippe-Auguste Choquette[10]
- 12 mars : les Wanderers de Montréal remportent la Coupe Stanley pour la troisième fois en quatre ans[11]
- 14 mars : Narcisse Pérodeau devient ministre sans portefeuille[4].
- 15 mars : ouverture de la deuxième session de la 12e législature (en). Le discours du Trône annonce, entre autres, une réorganisation des tribunaux et la création d'une école forestière[4].

### Avril
- Avril : l'Assemblée législative adopte une loi créant l'école forestière du Québec[12]
- 5 avril : lors de son premier discours du budget, Peter Mackenzie annonce un excédent de 640 000 $[13].
- 20 avril : la loi sur la marine est votée en troisième lecture à la Chambre des communes[14]

### Mai
- Mai : 
  - l'Assemblée législative adopte une loi limitant les heures de travail à 10 heures par jour et à 58 heures par semaine dans les filatures[15]
  - le gouvernement Gouin crée la Commission des eaux courantes dont le but est l'étude et la régularisation du débit des rivières. Elle doit ainsi servir d'auxiliaire aux entreprises privées hydro-électriques[16]
  - l'Assemblée législative adopte à l'unanimité une loi présentée par le député nationaliste Armand Lavergne et rendant le français obligatoire dans les services d'utilité publique[17]

### Juin
- 4 juin : la session parlementaire est prorogée[18].
- 13 juin : 32 employés du périodique The Montreal Herald meurent lors de l'effrondrement d'un réservoir d'eau suivi d'un incendie[19],[20].

### Juillet
- 2 juillet : un avion survole Montréal pour la première fois. Il est piloté par Jacques de Lesseps[21].
- 16 juillet : une assemblée tenue à Beauport par Armand Lavergne et Frederick Debartzch Monk demande le rappel de la loi sur la marine. Monk réclame un plébiscite pan-canadien sur la question[22].
- 17 juillet : dix mille personnes se réunissent à Saint-Eustache demandant le rappel de la loi sur la marine. L'un des orateurs, Henri Bourassa, y voit un acte d'assujettissement à l'Empire britannique[23]

### Août
- Août : les nationalistes et les conservateurs organisent une série d'assemblées à travers le Québec pour protester contre la loi sur la marine[24].

### Septembre
- 6 au 11 septembre : tenue du 21e Congrès eucharistique de Montréal. Lors d'un discours très applaudi, Henri Bourassa réclame le droit pour les francophones du Canada de parler la langue de leur père. Il répond ainsi aux propos de l'archevêque de Westminster, Francis Bourne, qui préconisait que le Canada devienne une nation catholique anglaise[25].
- 20 septembre : le gouvernement Gouin crée l'École des hautes études commerciales de Montréal[26]

### Octobre
- 11 octobre : Wilfrid Laurier et Henri Bourassa s'affrontent lors d'une assemblée contradictoire[27] à Montréal sur la question de la loi sur la marine[28].
- 20 octobre : vingt mille personnes manifestent contre la loi sur la marine à Montréal[29].

### Novembre
- Novembre : Ambrose O'Brien et George Kennedy deviennent les nouveaux propriétaires des Canadiens de Montréal[2].
- 3 novembre : les nationalistes remportent l'élection partielle fédérale de Drummond-Arthabaska. Le principal thème de la campagne a été la loi sur la marine[30].

### Décembre
- 9 décembre : une conférence interprovinciale se tient à Ottawa. Lomer Gouin y défend l'autonomie provinciale[31].
- 29 décembre : le libéral Marcellin Robert remporte l'élection partielle de Saint-Jean[32]

## Naissances
- Lucien Parizeau (journaliste) († 1993)
- 4 janvier - Arthur Villeneuve (peintre) († 24 mai 1990)
- 25 février - Joseph Dominique Gauthier (médecin) († 20 mars 2006)
- 28 février - Roger Baulu (animateur) († 17 septembre 1997)
- 2 mars - Charles James Warwick Fox (marchand et homme politique) († 12 septembre 1971)
- 2 avril - Paul Triquet (militaire) († 8 août 1980)
- 17 avril - Bruno Desrochers (personnalité religieuse) († 6 octobre 1976)
- 4 mai - Arsène Gagné (homme politique) († 7 août 1964)
- 25 mai - Gilberte Côté-Mercier (activiste) († 21 juin 2002)
- 18 octobre - Luc Lacoursière (écrivain et ethnographe) († 15 mai 1989)
- 18 novembre - Edwin Bélanger (musicien) († 14 janvier 2005)
- Novembre - Édouard Brochu (agronome) († 26 juillet 2007)

## Décès
- 9 février - George Barnard Baker (homme politique) (º 29 janvier 1834)
- 17 juillet - Célestin Bergevin (juge et homme politique)  (º 7 septembre 1832)
- 2 septembre - Hector Fabre (journaliste) (º 9 août 1834)
- 16 septembre - Gabriel Marchand (journaliste et homme politique) (º 29 janvier 1859)
- 17 décembre - Philippe-Honoré Roy (avocat et homme politique) (º 30 juillet 1847)